# جهند پایین
جهند پایین، از روستاهای بخش مرکزی شهرستان سرخس است که در جنوب شهر سرخس و حاشیه غرب رودخانه تجن قرار دارد.

## تاریخچه
بعد از شهریور ۱۳۲۰ هجری قمری توسط شخصی به نام «جهند» بنیان شده‌است. ساکنین این کلاته اکثراً از تیره‌های بلوچی و براهویی می‌باشند.

## اقتصاد
شغل مردم این روستا کشاورزی و دامداری است. با توجه به عدم امکانات مناسب زراعی و عمران وسیع بخش شمالی شهر سرخس و کوچ مردم به آن نواحی، باعث تخلیه و در نتیجه تخریب این روستا در آینده خواهد شد.